# José Marchena
José Marchena y Ruiz de Cueto (Utrera, 18 novembre 1768 – Madrid, 31 janvier 1821), aussi connu sous le surnom d'Abbé Marchena qu'il reçut pendant les dernières années de sa vie, est un homme politique, écrivain, journaliste et traducteur espagnol. Il passe la plupart de sa vie exilé en France pour échapper à la persécution inquisitoriale dont il est l'objet dans sa jeunesse. Pendant ce temps-là, il est presque exclusivement un écrivain d'expression francophone, langue dans laquelle il compose divers pamphlets et de nombreux articles journalistiques. Parmi ses œuvres on compte la tragédie Polixena, le bref traité Essai de Théologie, le pastiche du Satyricon intitulé Fragmentum Petronii, des Lecciones de Filosofía moral y Elocuencia, ainsi qu'un certain nombre de poèmes en espagnol. En tant que journaliste, il est rédacteur des journaux El Observador, La Gaceta de la libertad y de la igualdad, Le Spectateur français et La Abeja Española.
Marchena est l'un des Espagnols les plus actifs à la Révolution française en tant qu'agitateur politique et collaborateur plus ou moins étroit de personnages aussi remarquables que Brissot, Miranda et Sieyès. Son intervention dans les événements révolutionnaires lui valent à plusieurs reprises l'ire des autorités françaises, qui le lui firent payer par de multiples séjours en prison. Lors de la Guerre d'indépendance espagnole, il se range du côté du parti afrancesado et occupe divers postes dans l'administration de Joseph I. Après la guerre, Marchena est obligé de s'exiler encore une fois en France. Il ne rentra en Espagne qu'après le pronunciamiento de Riego en 1820, avec l'idée de prendre part à la vie politique espagnole, mais la mort le surprend peu de temps après son retour. 
Marchena est l'un des traducteurs espagnols les plus influents du premier quart du XIXe siècle. On lui doit la première traduction espagnole du Contrat social et d'autres livres de Rousseau, ainsi que des versions de différents ouvrages de Molière, Montesquieu, Voltaire, Volney et Lucrèce, dont quelques-unes ont connu de nombreuses éditions tout au long des XIXe et XXe siècles.